# Misterio histórico
El misterio histórico es un subgénero de dos géneros literarios, la ficción histórica y la novela de misterio. Estas obras están ambientadas en un período considerado histórico desde la perspectiva del autor y la trama central implica la resolución de un misterio o crimen (generalmente un asesinato). Aunque las obras que combinan estos géneros han existido desde al menos principios del siglo XX, muchos atribuyen a las The Cadfael Chronicles (1977–1994) de Ellis Peters la popularización de lo que se conocería como misterio histórico. La creciente popularidad y prevalencia de este tipo de ficción en las décadas posteriores ha dado lugar a un subgénero distinto reconocido por la industria editorial y las bibliotecas. Publishers Weekly señaló en 2010 sobre el género: «La última década ha visto una explosión tanto en cantidad como en calidad. Nunca antes se habían publicado tantos misterios históricos, por tantos escritores talentosos y abarcando una gama tan amplia de tiempos y lugares». El editor Keith Kahla coincide: "De un pequeño grupo de escritores con una audiencia muy especializada, el misterio histórico se ha convertido en un género aclamado por la crítica, galardonado y con un lugar en la lista de los más vendidos del New York Times".
Desde 1999, Asociación de Escritores de Novelas Policiales ha otorgado el premio CWA Historical Dagger a novelas del género. La conferencia Left Coast Crime ha presentado su premio Bruce Alexander Memorial Historical Mystery (para misterios ambientados antes de 1950) desde 2004.

## Orígenes
Aunque el término "whodunit" fue acuñado en algún momento de la década de 1930, se ha argumentado que la novela policíaca tiene sus orígenes tan temprano como la obra de Sófocles de 429 a. C., Oedipus Rex y el cuento del siglo X "Las tres manzanas" de Las mil y una noches. Durante la dinastía Ming de China (1368–1644), se escribieron novelas populares de Gong An ("casos criminales"), en las que magistrados del gobierno, principalmente los históricos Di Renjie de la dinastía Tang (618–907) y Bao Zheng de la dinastía Song (960–1279), investigaban casos y luego, como jueces, determinaban la culpabilidad y el castigo. Las historias estaban ambientadas en el pasado, pero contenían numerosos anacronismos. Robert van Gulik encontró un manuscrito chino anónimo del siglo XVIII, Di Gong An, que, en su opinión, estaba más cercano a la tradición occidental de la novela policíaca que otros cuentos de Gong An y por lo tanto, más atractivo para lectores no chinos, y en 1949 lo publicó en inglés como Celebrated Cases of Judge Dee. Posteriormente escribió sus propias historias de Judge Dee (1951–1968) en el mismo estilo y período.
Quizás la primera obra inglesa moderna que puede clasificarse tanto como ficción histórica como misterio es el cuento de 1911 de Melville Davisson Post, The Angel of the Lord, que presenta al detective aficionado Uncle Abner en la Virginia Occidental previa a la Guerra de Secesión. Barry Zeman, de la Asociación de Escritores de Misterio de Estados Unidos, llama a los cuentos de Uncle Abner "el punto de partida para los verdaderos misterios históricos". En los 22 cuentos de Uncle Abner que Post escribió entre 1911 y 1928, el personaje resuelve misterios locales con su aguda observación y conocimiento de la Biblia. No fue hasta 1943 que la escritora estadounidense de misterio Lillian de la Torre hizo algo similar en el cuento The Great Seal of England, colocando a las figuras literarias del siglo XVIII Samuel Johnson y James Boswell en los roles de Sherlock Holmes y Dr. Watson en lo que sería el primero de su serie de cuentos Dr. Sam: Johnson, Detector. En 1944, Agatha Christie publicó La venganza de Nofret, una novela de misterio ambientada en el Antiguo Egipto y la primera novela completa de misterio histórico. En 1950, John Dickson Carr publicó la segunda novela completa de misterio histórico, The Bride of Newgate, ambientada al final de las Guerras Napoleónicas.

## Popularización
En 1970, Peter Lovesey comenzó una serie de novelas con el Sargento Cribb, un detective policial de la era victoriana, y la serie Amelia Peabody de Elizabeth Peters (1975–2010) siguió las aventuras de esta dama victoriana y arqueóloga mientras resolvía misterios relacionados con sus excavaciones en el Egipto de principios del siglo XX. Pero los misterios históricos siguieron siendo una rareza hasta finales de la década de 1970, con el éxito de Ellis Peters y sus Cadfael Chronicles (1977–1994), protagonizadas por el monje benedictino Hermano Cadfael y ambientadas en el Shrewsbury del siglo XII. La novela única de Umberto Eco, El nombre de la rosa (1980), también ayudó a popularizar el concepto y a partir de 1979, la autora Anne Perry escribió dos series de misterios de la era victoriana con Thomas Pitt (1979–2013) y William Monk (1990–2013). Sin embargo, no fue hasta alrededor de 1990 que la popularidad del género se expandió significativamente con obras como las novelas de Lindsey Davis sobre Falco y Flavia Albia (1989–2022), ambientadas en el Imperio romano de Vespasiano; la serie SPQR de John Maddox Roberts (1990–2010) y las novelas Roma Sub Rosa de Steven Saylor (1991–2018), ambas ambientadas en la República romana del siglo I a. C.; y las diversas series de Paul Doherty, incluyendo los misterios medievales de Hugh Corbett (1986–2010), los Sorrowful Mysteries of Brother Athelstan (1991–2012) y los Canterbury Tales of Mystery and Murder (1994–2012). Para The Mammoth Book of Historical Detectives (1995) de Mike Ashley, F. Gwynplaine MacIntyre escribió "Death in the Dawntime", un misterio de cuarto cerrado (o más bien, misterio de cueva sellada) ambientado en Australia alrededor del 35,000 a. C., que Ashley sugiere es el misterio histórico más antiguo hasta la fecha. Diana Gabaldon comenzó la serie Lord John en 1998, presentando a un personaje secundario recurrente de su serie Forastera, Lord John Grey, como un noble oficial militar y detective aficionado en la Inglaterra del siglo XVIII. Usando el seudónimo Ariana Franklin, Diana Norman escribió cuatro novelas de Mistress of the Art of Death entre 2007 y 2010, con la examinadora médica inglesa del siglo XII Adelia Aguilar.
Publishers Weekly señaló en 2010 sobre el género: «La última década ha visto una explosión tanto en cantidad como en calidad. Nunca antes se habían publicado tantos misterios históricos, por tantos escritores talentosos, y abarcando una gama tan amplia de tiempos y lugares». El editor Keith Kahla coincide: "De un pequeño grupo de escritores con una audiencia muy especializada, el misterio histórico se ha convertido en un género aclamado por la crítica, galardonado y con un lugar en la lista de bestsellers del New York Times".

## Premios
En 1999, la Crime Writers' Association británica otorgó el primer premio CWA Historical Dagger a una novela del género. El premio se llamó Ellis Peters Historical Dagger hasta 2012. En 2014, Endeavour Press apoyó el premio, que se denominó Endeavour Historical Dagger para los premios de 2014 y 2015. La conferencia Left Coast Crime ha presentado su premio Bruce Alexander Memorial Historical Mystery (para misterios ambientados antes de 1950) desde 2004.

## Variaciones
En un giro temprano del género, La hija del tiempo (1951) de Josephine Tey presenta a un detective policial moderno que alivia una estancia prolongada en el hospital investigando el caso del siglo XV de Ricardo III de Inglaterra y los Príncipes en la Torre. The Talisman Ring (1936) de Georgette Heyer, ambientada en la Inglaterra de 1793, es un romance de Regencia con elementos de misterio que Jane Aiken Hodge llamó "casi una novela policíaca con disfraz de época". Muchas de las otras novelas románticas históricas de Heyer tienen elementos de suspenso, pero en menor medida.
Otras variaciones incluyen novelas de misterio ambientadas en líneas temporales de historia alternativa o incluso en mundos de fantasía. Estas incluirían The Ultimate Solution (1973) de Eric Norden y Patria (1992) de Robert Harris, ambas novelas policíacas ambientadas en líneas temporales alternativas donde los nazi ganaron la Segunda Guerra Mundial; la serie Lord Darcy de Randall Garrett, que tiene lugar en un siglo XX donde la magia es posible; y The Idylls of the Queen (1982) de Phyllis Ann Karr, ambientada en la corte del Rey Arturo según los mitos artúricos y sin intentar precisión histórica.
El género no incluiría ficción que fuera contemporánea en el momento de su escritura, como las obras canónicas de Sherlock Holmes de Arthur Conan Doyle ambientadas en la Inglaterra victoriana, o los libros de Lord Peter Wimsey de Dorothy L. Sayers ambientados en el período de entreguerras. Sin embargo, los libros posteriores de Holmes y Wimsey escritos por otros autores décadas después podrían clasificarse como misterios históricos.

## Lista de detectives históricos ficticios
La siguiente lista incluye detectives históricos ficticios en orden cronológico según el período de su ambientación:
| Detective                                | Ambientación                                  | Período                         | Creador                             | Título de Debut                                         | Año de Debut              |
| ---------------------------------------- | --------------------------------------------- | ------------------------------- | ----------------------------------- | ------------------------------------------------------- | ------------------------- |
| Teniente Bak                             | Egipto Antiguo                                | Siglo XV a. C.                  | Lauren Haney                        | The Right Hand of Amon                                  | 1997                      |
| Amerotke                                 | Egipto Antiguo                                | Siglo XV a. C.                  | Paul C. Doherty                     | The Mask of Ra                                          | 1998                      |
| Lord Meren                               | Egipto Antiguo                                | Siglo XIV a. C.                 | Lynda S. Robinson                   | Murder in the Place of Anubis                           | 1994                      |
| Rahotep                                  | Egipto Antiguo                                | Siglo XIV a. C.                 | Nick Drake                          | Nefertiti: The Book of the Dead                         | 2006                      |
| Heracles Pontor                          | Atenas Clásica                                | Finales del siglo V a. C.       | José Carlos Somoza                  | La caverna de las ideas                                 | 2000                      |
| Nicolaos                                 | Atenas Clásica                                | Siglo V a. C.                   | Gary Corby                          | The Pericles Commission                                 | 2010                      |
| Aristóteles                              | Atenas Clásica                                | Siglo IV a. C.                  | Margaret Doody                      | Aristotle Detective                                     | 1978                      |
| Alejandro Magno                          | Grecia Antigua                                | Siglo IV a. C.                  | Paul C. Doherty                     | A Murder in Macedon                                     | 1997                      |
| Senador Decio Metelo                     | República Romana                              | Siglo I a. C.                   | John Maddox Roberts                 | SPQR                                                    | 1990                      |
| Gordiano el Sabio                        | República Romana                              | Siglo I a. C.                   | Steven Saylor                       | Sangre romana                                           | 1991                      |
| Marcus Corvinus                          | Roma                                          | Siglo I d. C.                   | David Wishart                       | Ovid                                                    | 1995                      |
| Marcus Didius Falco                      | Imperio Romano                                | 70–77 d. C.                     | Lindsey Davis                       | La plata de Britania                                    | 1989                      |
| Flavia Gemina                            | Imperio Romano                                | 79–81 d. C.                     | Caroline Lawrence                   | Misterios romanos                                       | 2001                      |
| Flavia Albia                             | Imperio Romano                                | 89 d. C.                        | Lindsey Davis                       | The Ides of April                                       | 2013                      |
| Gaius Petreius Ruso                      | Imperio Romano                                | Siglo II d. C.                  | Ruth Downie                         | Ruso and the Disappearing Dancing Girls                 | 2006                      |
| Libertus                                 | Imperio Romano                                | Finales del siglo II d. C.      | Rosemary Rowe                       | The Germanicus Mosaic                                   | 1999                      |
| Juan, el Lord Chamberlain                | Constantinopla                                | Siglo VI                        | Mary Reed/Eric Mayer                | One for Sorrow                                          | 1999                      |
| Juez Di                                  | China                                         | Siglo VII                       | Robert van Gulik                    | Di Gong An                                              | 1949                      |
| Li Kao                                   | China                                         | Siglo VII                       | Barry Hughart                       | Bridge of Birds                                         | 1984                      |
| Hermana Fidelma                          | Irlanda                                       | Siglo VII                       | Peter Tremayne                      | Absolución por asesinato                                | 1994                      |
| Padre Jorge                              | Imperio Bizantino                             | Siglo VIII                      | Harry Turtledove                    | Farmers' Law                                            | 2000                      |
| Sugawara Akitada                         | Japón                                         | Siglo XI                        | I. J. Parker                        | Instruments of Murder                                   | 1997                      |
| Lassair                                  | Inglaterra                                    | Siglo XI                        | Alys Clare                          | Out of the Dawn Light                                   | 2009                      |
| Hermano Cadfael                          | Gales e Inglaterra                            | 1120, 1137–1145                 | Ellis Peters                        | A Morbid Taste for Bones                                | 1977                      |
| Justin de Quincy                         | Inglaterra                                    | Siglo XII                       | Sharon Kay Penman                   | The Queen's Man                                         | 1996                      |
| Josse d'Acquin/Abadesa de Hawkenlye      | Inglaterra                                    | Siglo XII                       | Alys Clare                          | Fortune Like the Moon                                   | 1999                      |
| Magdalene la Bâtarde                     | Londres                                       | Siglo XII                       | Roberta Gellis                      | A Mortal Bane                                           | 1999                      |
| Adelia Aguilar                           | Inglaterra                                    | Siglo XII                       | Ariana Franklin                     | Mistress of the Art of Death                            | 2007                      |
| Hugh Corbett                             | Inglaterra                                    | Siglo XIII                      | Paul C. Doherty                     | Satan in St Mary's                                      | 1986                      |
| Theophilos (Feste)                       | Iliria, Constantinopla, Tiro, Dinamarca, etc. | Siglo XIII                      | Alan Gordon                         | Thirteenth Night                                        | 1999                      |
| Edwin Weaver                             | Inglaterra                                    | Siglo XIII                      | Catherine Hanley                    | The Sins of the Father                                  | 2009                      |
| Oldřich de Chlum                         | Bohemia y Moravia                             | Siglo XIII                      | Vlastimil Vondruška                 | Dýka s hadem (Dagger with a snake)                      | 2002                      |
| Hermano Guillermo de Baskerville         | Italia                                        | 1327                            | Umberto Eco                         | El nombre de la rosa                                    | 1980                      |
| Baldwin de Furnshill                     | Devon                                         | Siglo XIV                       | Michael Jecks                       | The Last Templar                                        | 1995                      |
| Matthew Bartholomew                      | Inglaterra                                    | Siglo XIV                       | Susanna Gregory                     | A Plague on Both Your Houses                            | 1996                      |
| Mathilde de Westminster                  | Inglaterra                                    | Siglo XIV                       | Paul C. Doherty                     | The Cup of Ghosts                                       | 2005                      |
| Hermano Athelstan                        | Londres                                       | Finales del siglo XIV           | Paul C. Doherty                     | The Nightingale Gallery                                 | 1991                      |
| Owen Archer                              | York                                          | Finales del siglo XIV           | Candace Robb                        | The Apothecary Rose                                     | 1993                      |
| Melchior Wakenstede                      | Estonia                                       | Principios del siglo XV         | Indrek Hargla                       | Apothecary Melchior and the Mystery of St Olaf's Church | 2010                      |
| Roger el Chapman                         | Inglaterra                                    | Siglo XV                        | Kate Sedley                         | Death and the Chapman                                   | 1991                      |
| Dame Frevisse                            | Oxfordshire                                   | Siglo XV                        | Margaret Frazer                     | The Novice's Tale                                       | 1992                      |
| Kathryn Swinbrooke                       | Inglaterra                                    | Siglo XV                        | Paul C. Doherty                     | A Shrine of Murders                                     | 1993                      |
| Acatl, Sumo Sacerdote de Mictlantecuhtli | Tenochtitlán                                  | 1480                            | Aliette de Bodard                   | Obsidian Shards (novela corta)                          | 2007                      |
| Cesare Aldo                              | Florencia                                     | 1536                            | D.V. Bishop                         | City of Vengeance                                       | 2021                      |
| Sigismondo                               | Renacimiento Italiano                         | Siglo XV                        | Elizabeth Eyre                      | Death of the Duchess                                    | 1991                      |
| Sir Roger Shallot                        | Inglaterra                                    | Siglo XVI                       | Paul C. Doherty                     | The White Rose Murders                                  | 1991                      |
| Nicholas Segalla                         | Inglaterra, Edimburgo, Francia, Viena         | - 1558 - 1567 - 1793 - 1889     | Paul C. Doherty                     | A Time for the Death of a King                          | 1994                      |
| Matthew Shardlake                        | Londres                                       | Siglo XVI                       | C. J. Sansom                        | Dissolution                                             | 2003                      |
| Bianca Goddard                           | Londres                                       | Siglo XVI                       | Mary Lawrence                       | The Alchemist's Daughter                                | 2015                      |
| Giordano Bruno                           | Londres                                       | Siglo XVI                       | S. J. Parris                        | Heresy                                                  | 2010                      |
| Sir Robert Carey                         | Carlisle, luego Londres                       | Finales del siglo XVI           | Patricia Finney (como P F Chisholm) | A Famine of Horses                                      | 1994                      |
| Sano Ichirō                              | Japón de la era Genroku                       | Siglo XVII                      | Laura Joh Rowland                   | Shinjū                                                  | 1994                      |
| Thomas Chaloner                          | Inglaterra                                    | Siglo XVII                      | Susanna Gregory                     | A Conspiracy of Violence                                | 2006                      |
| Benjamin Weaver                          | Inglaterra                                    | 1720                            | David Liss                          | A Conspiracy of Paper                                   | 2000                      |
| Thomas af Boueberg                       | Dinamarca-Noruega                             | Principios del siglo XVIII      | Kurt Aust                           | Vredens dag (The Day of Wrath)                          | 1999                      |
| Canaletto                                | Inglaterra                                    | Siglo XVIII                     | Janet Laurence                      | Canaletto and the Case of Westminster Bridge            | 1997                      |
| John Fielding                            | Inglaterra                                    | Siglo XVIII                     | Bruce Alexander Cook                | Blind Justice                                           | 1994                      |
| Lord John Grey                           | Inglaterra, Prusia, Escocia y Jamaica         | 1756–1761                       | Diana Gabaldon                      | Lord John and the Hellfire Club                         | 1998                      |
| Samuel Johnson/James Boswell             | Inglaterra                                    | Siglo XVIII                     | Lillian de la Torre                 | The Great Seal of England                               | 1943                      |
| Dick Darwent                             | Inglaterra                                    | 1815                            | John Dickson Carr                   | The Bride of Newgate                                    | 1950                      |
| Matthew Hawkwood                         | Inglaterra                                    | Siglo XVIII                     | James McGee                         | Trigger Men                                             | 1985                      |
| Sargento Cribb                           | Inglaterra                                    | Siglo XIX                       | Peter Lovesey                       | Wobble to Death                                         | 1970                      |
| Thomas Pitt                              | Inglaterra                                    | Siglo XIX                       | Anne Perry                          | The Cater Street Hangman                                | 1979                      |
| William Monk                             | Inglaterra                                    | Siglo XIX                       | Anne Perry                          | The Face of a Stranger                                  | 1990                      |
| Mrs. Jeffries                            | Inglaterra                                    | Siglo XIX                       | Emily Brightwell                    | The Inspector and Mrs. Jeffries                         | 1993                      |
| Hanno Stiffeniis                         | Prusia                                        | Principios del siglo XIX        | Michael Gregorio                    | Critique of Criminal Reason                             | 2006                      |
| Edmund Blackstone                        | Inglaterra                                    | 1820s                           | Richard Falkirk                     | Blackstone                                              | 1972                      |
| Benjamin January                         | Nueva Orleans                                 | 1833                            | Barbara Hambly                      | A Free Man of Color                                     | 1997                      |
| Yashim el Eunuco                         | Imperio Otomano                               | 1836                            | Jason Goodwin                       | The Janissary Tree                                      | 2006                      |
| Uncle Abner                              | Virginia Occidental                           | Mediados del siglo XIX          | Melville Davisson Post              | The Angel of the Lord                                   | 1911                      |
| The Dante Club                           | Boston                                        | 1865                            | Matthew Pearl                       | The Dante Club                                          | 2003                      |
| Erast Fandorin                           | Rusia, Japón, etc.                            | 1876–1914                       | Boris Akunin                        | The Winter Queen                                        | 1998                      |
| Ambrose Bierce                           | San Francisco                                 | Finales del siglo XIX           | Oakley Hall                         | Ambrose Bierce and the Queen of Spades                  | 1998                      |
| William Murdoch                          | Toronto                                       | 1890s                           | Maureen Jennings                    | Except the Dying                                        | 1997                      |
| Laszlo Kreisler                          | Nueva York                                    | 1896-97                         | Caleb Carr                          | The Alienist                                            | 1994                      |
| Hermana Pelagia                          | Rusia                                         | 1890s / Principios del siglo XX | Boris Akunin                        | Pelagia and the White Bulldog                           | 2000 (Ruso) 2006 (Inglés) |
| Amelia Peabody                           | Egipto                                        | 1884–1923                       | Elizabeth Peters                    | Crocodile on the Sandbank                               | 1975                      |
| Alexander von Reisden                    | Boston                                        | Principios del siglo XX         | Sarah Smith                         | The Vanished Child                                      | 1992                      |
| Max Liebermann y Oskar Reinhardt         | Viena                                         | Principios del siglo XX         | Frank Tallis                        | Mortal Mischief (A Death in Vienna)                     | 2005                      |
| Simon Ziele                              | Nueva York                                    | Principios del siglo XX         | Stefanie Pintoff                    | In the Shadow of Gotham                                 | 2009                      |
| Mary Russell                             | Mundial                                       | Principios del siglo XX         | Laurie R. King                      | The Beekeeper's Apprentice                              | 1994                      |
| Isaac Bell                               | Mundial                                       | Principios del siglo XX         | Clive Cussler                       | The Chase                                               | 1994                      |
| Joe Sandilands                           | India Colonial, Europa                        | 1920s/1930s                     | Barbara Cleverly                    | The Last Kashmiri Rose                                  | 2007                      |
| Sam Wyndham y Surendranath Bannerjee     | Calcuta, Raj Británico                        | 1920s                           | Abir Mukherjee                      | A Rising Man                                            | 2016                      |
| Maisie Dobbs                             | Inglaterra                                    | 1929-1942                       | Jacqueline Winspear                 | Maisie Dobbs                                            | 2003                      |
| Gereon Rath                              | Berlín                                        | 1920s/1930s                     | Volker Kutscher                     | Der nasse fisch                                         | 2008                      |
| Bernie Günther                           | Berlín                                        | 1934–1954                       | Philip Kerr                         | Violetas de marzo                                       | 1989                      |
| Laetitia Talbot                          | Creta, Borgoña, Atenas                        | 1920s                           | Barbara Cleverly                    | The Tomb of Zeus                                        | 2007                      |
| Phryne Fisher                            | Melbourne                                     | 1920s                           | Kerry Greenwood                     | Cocaine Blues                                           | 1989                      |
| Profesor John Stableford                 | Inglaterra                                    | 1930s                           | Rob Reef                            | Stableford on Golf                                      | 2013                      |
| Lady Georgiana                           | Inglaterra/Escocia                            | 1930s                           | Rhys Bowen                          | Her Royal Spyness                                       | 2007                      |
| Alexei Korolev                           | Moscú                                         | 1936                            | William Ryan                        | The Holy Thief                                          | 2010                      |
| Toby Peters                              | Los Ángeles                                   | 1940s                           | Stuart M. Kaminsky                  | Bullet for a Star                                       | 1977                      |
| Kasper Meier                             | Berlín                                        | 1946                            | Ben Fergusson                       | The Spring of Kasper Meier                              | 2014                      |